# Sceau-Saint-Angel

Sceau-Saint-Angel este o comună în departamentul Dordogne din sud-vestul Franței. În 2009 avea o populație de 123 de locuitori.

## Evoluția populației
| An        | 1975 | 1982 | 1990 | 1999 | 2006 | 2009 |
| --------- | ---- | ---- | ---- | ---- | ---- | ---- |
| Populație | 149  | 129  | 122  | 117  | 121  | 123  |